# Liste des minutes de silence observées par l'Assemblée nationale française
Cet article recense les minutes de silence observées par l'Assemblée nationale française au cours de la Cinquième République.

## Décès

### Députés

#### 1958-1979
- 29 octobre 1979 : Germaine Peyroles[1]
- 30 octobre 1979 : Robert Boulin[2]
- 20 novembre 1979 : Bernard Jourd'hui[3]

#### 1980-1989
- 2 avril 1980 :
  - Adolphe Aumeran[4]
  - Charles Bignon[4]
  - François de Champeaux[4]
  - Charles Colonna d'Anfriani[4]
  - Mohamed-Lakhdar Djouini[4]
  - Max Montagne[4]
  - Emmanuel Villedieu[4]
- 10 octobre 1980 : Rachel Lempereur[5]
- 21 octobre 1980 : Georges Klein[6]
- 14 novembre 1980 :
  - Georges Blachette[7]
  - Aimée Batier[7]
- 19 novembre 1980 : Henri Duterne[8]
- 2 avril 1981 : Robert Ballanger[9]
- 2 juillet 1981 :
  - Henri Darras[10] (et hommage funèbre)
  - René Boullier de Branche
  - Jacques-Antoine Gau
- 18 octobre 1982 : Pierre Mendès France
- 15 avril 1983 : Achille Peretti
- 2 avril 1985 : Jean Ibanès
- 2 avril 1986 :
  - André Audinot
  - Marcel Dassault
  - Aymar Achille-Fould
- 2 avril 1988 : Joseph Franceschi
- 11 octobre 1988 : Robert Wagner
- 13 juin 1989 : Pierre Tabanou

#### 1990-1999
- 2 avril 1990 : Charles Hernu
- 12 juin 1990 : Charles Hernu (éloge funèbre)
- 2 octobre 1990 : Gustave Ansart
- 20 novembre 1990 : Gustave Ansart
- 19 mars 1991 : Michel d'Ornano
- 2 avril 1991 : Michel d'Ornano (éloge funèbre)
- 22 juin 1992 : Régis Perbet
- 5 mai 1993 : Pierre Bérégovoy
- 25 mai 1993 : Alain Mayoud
- 15 juin 1993 : Alain Mayoud (éloge funèbre)
- 28 septembre 1993 : Gérard Castagnéra
- 29 novembre 1993 : Claude Labbé
- 14 juin 1995 : Emmanuel Aubert
- 27 juin 1995 : Emmanuel Aubert (éloge funèbre)
- 21 novembre 1995 : Frédéric Jalton
- 13 décembre 1995 :
  - Hubert Bassot
  - Claude Vissac
- 12 juin 1997 : René Carpentier
- 23 septembre 1997 : Jean de Lipkowski
- 1er octobre 1997 : Jean Poperen
- 13 janvier 1998 : Georges Marchais
- 2 février 1999 : Michel Péricard
- 30 mars 1999 : Michel Crépeau

#### 2000-2010
- 13 novembre 2000 : Jacques Chaban-Delmas[11]
- 9 janvier 2001 : André Capet
- 14 novembre 2006 : Nathalie Gautier
- 22 septembre 2008 : Jean Marsaudon[12]
- 17 novembre 2008 : Jean-Marie Demange[13]
- 19 novembre 2008 : Jean Marsaudon[14]
- 1er avril 2009 : Michel Crépeau[15]

#### 2010-2020
- 12 janvier 2010 : Philippe Séguin (éloge funèbre)
- 6 avril 2010 : Arlette Franco[16]
- 3 mai 2011 : Patrick Roy[17]
- 4 mai 2011 : Françoise Olivier-Coupeau[18]
- 3 juillet 2012 : Olivier Ferrand[19]
- 8 mars 2016 : Sophie Dessus[20]
- 26 avril 2016 : Anne Grommerch[21]
- 26 juillet 2017 : Corinne Erhel[22]

#### Depuis2020
- 31 mars 2020 : Jean-François Cesarini et Patrick Devedjian[23]
- 13 janvier 2021 : Marielle de Sarnez[24]
- 9 mars 2021 : Olivier Dassault[25]
- 7 et 8 juillet 2025 : Olivier Marleix[26]

### Autres personnalités politiques
- 2 avril 1975 : Georges Pompidou
- 2 avril 1988 : Edgar Faure
- 7 décembre 1993 : Félix Houphouët-Boigny
- 6 novembre 1995 : Yitzhak Rabin
- 16 janvier 1996 : François Mitterrand
- 27 octobre 1999 : Vazgen Sargsian
- 17 novembre 2008 : Jean-Marie Demange
- 12 janvier 2010 : Philippe Séguin[27]
- 11 juin 2013 : Pierre Mauroy[28]
- 6 décembre 2013 : Nelson Mandela[29]
- 21 juin 2016 : Jo Cox[30]
- 6 juillet 2016 : Michel Rocard[31]
- 1er octobre 2019 : Jacques Chirac[32]
- 3 décembre 2020 : Valéry Giscard d'Estaing[33]
- 4 mars 2025 : Jean-Louis Debré[34]

### Autres personnalités publiques
- 8 novembre 1979 : Yvonne de Gaulle[35]
- 16 juin 1998 : Éric Tabarly
- 5 avril 2005 : Jean-Paul II[36]

### Autres personnes
- 9 mai 2006 : Mathias et Madison, deux enfants assassinés le week-end précédent[37]
- 6 juin 2013 : Clément Méric[38]
- 13 mai 2014 : Camille Lepage[39]
- 13 juillet 2022 : Moussa Sylla, agent d'entretien mauritanien mort d'un accident du travail dans un parking de l'Assemblée nationale[40],[41]
- 28 juin 2023 : Nahel Merzouk[42]
- 28 novembre 2023 : Thomas Perotto[43]
- 1er octobre 2024 : Philippine Le Noir de Carlan[44]

### Militaires morts en opération
- 5 novembre 2014 : Thomas Dupuy, commando parachutiste, tué durant la guerre du Mali le 29 octobre[45]
- 20 juillet 2016 : hommage à trois personnels de la DGSE morts en Libye[46]
- 5 novembre 2019 : hommage au militaire Ronan Pointeau, tué durant guerre du Mali[47]

### Agents de l'État morts en service
- 14 novembre 1984 : hommage aux policiers et gendarmes tués en service commandé
- 6 février 1998 : Claude Érignac, préfet de la région Corse et préfet de la Corse-du-Sud, assassiné à Ajaccio par Yvan Colonna[48]
- 25 mai 2010 : Aurélie Fouquet, policière municipale de Villiers-sur-Marne[49]
- 14 juin 2016 : double assassinat du 13 juin 2016 à Magnanville visant un couple de fonctionnaires du ministère de l'Intérieur[50]
- 22 novembre 2022 : hommage à l’agent du fisc assassiné lors d’un contrôle chez un brocanteur à Bullecourt dans le Pas-de-Calais[51]
- 14 mai 2024 : hommage aux deux agents de l'administration pénitentiaire tués au péage d'Incarville dans l'Eure sur l'autoroute A154, alors qu'ils transportaient Mohamed Amra dans un fourgon[52].
- 9 juin 2025 : hommage à la surveillante d'un collège tuée à Nogent (Haute-Marne) et aux deux pompiers morts après avoir été ensevelis sous les décombres dans un immeuble à Laon (Aisne)[53].

## Événements

### Catastrophes
- 8 novembre 1988 : accident ferroviaire d'Ay
- 8 décembre 1988 : séisme en Arménie
- 21 janvier 1992 : catastrophe du mont Sainte-Odile
- 6 mai 1992 : catastrophe de Furiani
- 27 janvier 1998 : accident des Orres
- 24 mars 2015 : crash de l'A320 de Germanwings[54]
- 23 octobre 2015 : accident de Puisseguin (lancée de manière inédite par un membre du gouvernement, Marisol Touraine, et non par le président de séance comme il est d'usage)[55]
- 7 février 2023 : séismes en Turquie et Syrie[56]
- 16 décembre 2024 : cyclone Chido à Mayotte[57]

### Commémorations
- 8 mai 1963 : anniversaire de la fin de la Seconde Guerre mondiale en Europe, le 8 mai 1945
- 6 juin 1983 : anniversaire du débarquement de Normandie
- 6 juin 1984 : anniversaire du débarquement de Normandie
- 7 mai 1985 : hommage aux victimes du nazisme
- 2 octobre 1987 : hommage aux victimes du nazisme
- 27 mai 1988 : hommage aux victimes de la Shoah, à la suite de la thèse négationniste d'Henri Roques soutenue à l'université de Nantes
- 15 avril 1992 : hommage aux déportés

### Guerres, conflits et attentats
- 12 décembre 1960 : hommage aux morts en Algérie au cours des manifestations du 11 décembre
- 7 octobre 1980 : attentat de la rue Copernic
- 22 avril 1982 : attentat de la rue Marbeuf
- 25 octobre 1983 : hommage aux soldats français morts au Liban au cours des attentats du 23 octobre 1983 à Beyrouth
- 24 juin 1987 : hommage aux victimes du terrorisme en Corse depuis 1975
- 25 juillet 1995 : attentat du RER B à Saint-Michel
- 5 mars 1996 : attentats-suicides du 25 février au 4 mars 1996 en Israël
- 13 janvier 2015 : attentats de janvier 2015 en France[58]
- 16 novembre 2015 : attentats du 13 novembre 2015 à Paris (lors de la réunion en Congrès au château de Versailles)[59]
- 22 mars 2016 : attentats à Bruxelles[60]
- 14 juin 2016 : fusillade du 12 juin 2016 à Orlando[50]
- 29 juin 2016 : attentat d'Istanbul du 28 juin 2016[61]
- 20 juillet 2016 : attentat du 14 juillet 2016 à Nice[46]
- 20 décembre 2016 : attentat du 19 décembre 2016 à Berlin[62]
- 3 octobre 2017 : fusillade de Las Vegas et attaque par arme blanche à la gare Saint-Charles de Marseille[63]
- 12 décembre 2018 : fusillade à Strasbourg à proximité du marché de Noël[64]
- 26 novembre 2019 : Treize militaires de Barkhane ont trouvé la mort dans une collision accidentelle de deux hélicoptères dans la région de Ménak[65]
- 20 octobre 2020 : hommage à Samuel Paty, professeur assassiné lors de l'attentat de Conflans-Sainte-Honorine[66]
- 29 octobre 2020 : hommage aux trois personnes assassinées lors de l'attentat de la basilique Notre-Dame de Nice[67]
- 4 octobre 2022 : hommage aux victimes de la répression des manifestations consécutives à la mort de Mahsa Amini en Iran[68]
- 8 juin 2023 : attaque au couteau à Annecy[69]
- 10 octobre 2023 : attaque du Hamas contre Israël[70]
- 17 octobre 2023 : hommage à Dominique Bernard, professeur tué lors de l'attaque au couteau du lycée Gambetta d'Arras, ainsi qu'à Samuel Paty, professeur tué dans des circonstances similaires en 2020[71]
- 23 mars 2024 : hommage aux victimes de l’attentat du Crocus City Hall à Kasnogorsk dans la banlieue de Moscou, ayant fait 139 morts et 182 blessés (selon le bilan publié le 26 mars)[72],[73]
- 29 avril 2025 : hommage à Aboubakar Cissé, jeune homme tué dans une mosquée à La Grand-Combe dans le Gard[74].

### Autres
- 20 décembre 1989 : situation en Roumanie

## Tentatives infructueuses à l'initiative de députés
- 4 novembre 2014 : hommage à Rémi Fraisse, tué par un tir de grenade offensive lors d'une manifestation contre le barrage de Sivens[75]
- 18 février 2020 : hommage à Élodie Multon, infirmière tuée par un patient sur son lieu de travail à Thouars[76]